# Black Boss Porter

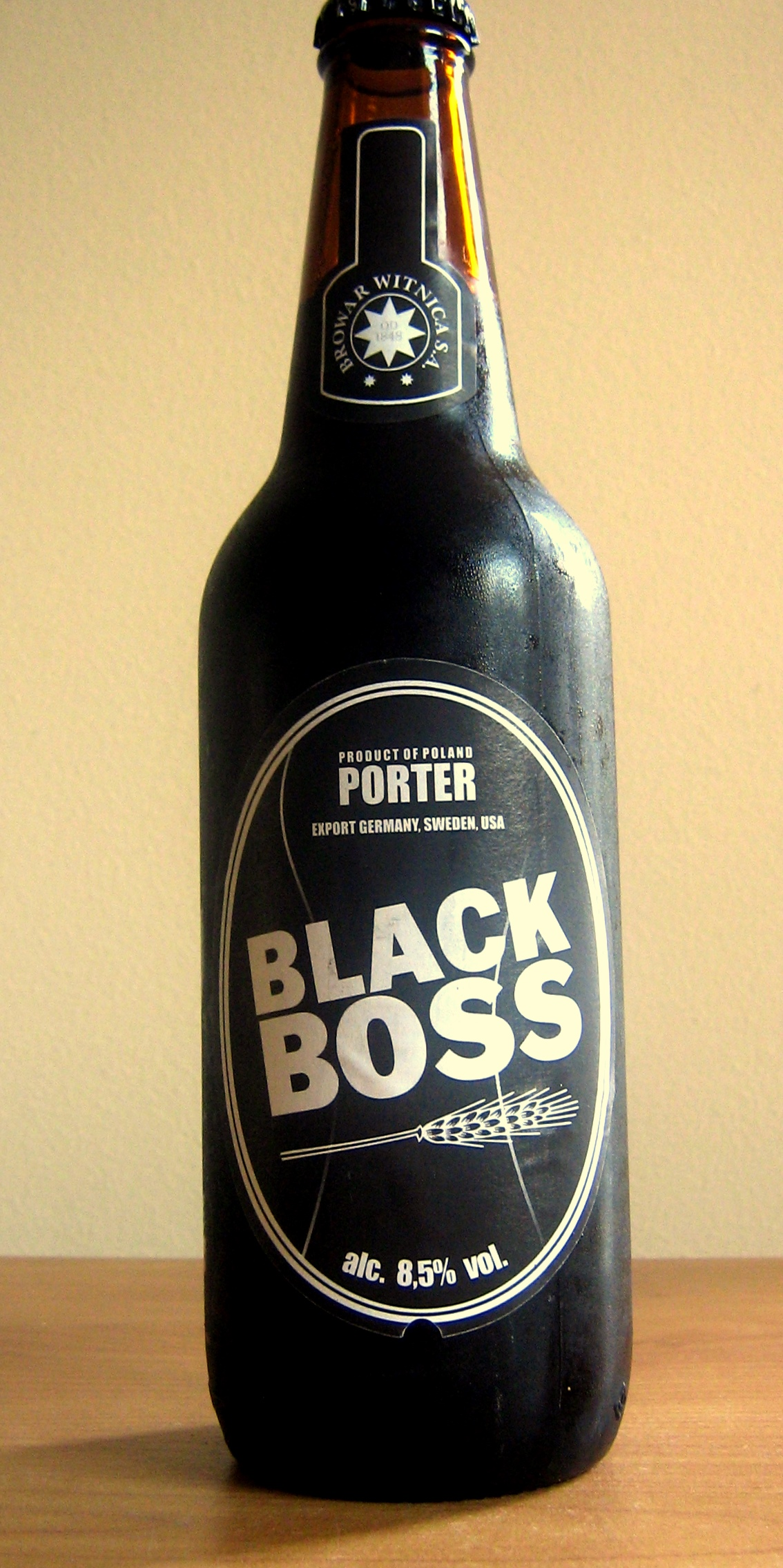
Black Boss Porter, 2010 r.

Black Boss Porter - ciemne piwo dolnej fermentacji warzone przez Browar Witnica w stylu porteru bałtyckiego. Piwo po raz pierwszy uwarzone zostało w 1994 r., początkowo posiadało większą moc alkoholową 9,4%. Od 2006 r. warzone jest z brzeczki o zawartości ekstraktu 18,1% i posiada 8,5% alkoholu. Profil aromatyczno-smakowy obejmuje różne tonacje słodyczy, lukrecji, prażonych ziaren, kawy i oleistego, ciemnego rumu. Black Boss eksportowany jest do Szwecji i Stanów Zjednoczonych. W 2004 r. piwo zdobyło 1. miejsce w kategorii Portery w konkursie portalu Browar.biz.